# 陳弈通
陳弈通（2003年6月27日—），生於臺北市，為台灣男子擊劍運動員。他在奧運資格賽取得2024年夏季奧林匹克運動會的參賽資格，成為中華隊36年來首位男子奧運擊劍運動員。

## 生涯
2018年，他在2018年夏季青年奧林匹克運動會擊劍比賽混合團體項目奪得銀牌，男子鈍劍排名第6。2018年亞洲運動會男子團體鈍劍項目排名第6。
2022年亞洲擊劍錦標賽陳弈通和隊友在團體鈍劍項目奪得銅牌。2023年，他在2022年亞洲運動會男子鈍劍項目排名第8。
2024年，陳弈通在阿拉伯聯合大公國富查伊哈以15比4擊敗新加坡選手Samuel Elijah，獲得2024年夏季奧林匹克運動會的參賽資格。台灣駐印度、加拿大、美國、法國等使館均向他表示祝賀。